# جيم بي. تايلور
جيم بي. تايلور (بالإنجليزية: Jim B. Taylor)‏ هو شخصية أعمال جنوب أفريقي، ولد في ديسمبر 1860، وتوفي في 25 ديسمبر 1944.